# Chiasmocleis avilapiresae
Chiasmocleis avilapiresae é uma espécie de anuro da família Microhylidae. Endêmica do Brasil, pode ser encontrada na bacia amazônica, ao sul dos rios Solimões e Amazonas, nos estados do Amazonas, Mato Grosso, Pará e Rondônia.